# Sebastian Rödl
Sebastian Rödl, född 1967 i Mainz, är en tysk filosof. Han är sedan år 2012 professor i praktisk filosofi vid Leipzigs universitet.

## Biografi
Sebastian Rödl föddes i Mainz 1967. Han avlade 1997 doktorsexamen med avhandlingen Selbstbezug und Normativität vid Leipzigs universitet. År 2003 genomförde Rödl sin habilitation och utnämndes två år senare till professor vid Basels universitet. Sedan 2012 är Rödl professor vid Leipzigs universitet.
Rödl har i sin forskning ägnat sig åt bland annat epistemologi, etik och handlingsteori.